# Зеленский, Владимир Александрович
Влади́мир Алекса́ндрович Зеле́нский (укр. Володимир Олександрович Зеленський; род. 25 января 1978, Кривой Рог, Днепропетровская область) — украинский государственный и политический деятель. Президент Украины и Верховный главнокомандующий Вооружённых сил Украины с 20 мая 2019 года.
До избрания президентом получил широкую известность как шоумен, комик, актёр кино, озвучивания и дубляжа, кинорежиссёр, сценарист, продюсер кино и телевидения, телеведущий, певец, пародист и юморист. Был совладельцем и художественным руководителем «Студии Квартал-95» (2003—2019) и генеральным продюсером телеканала «Интер» (2010—2012).
Карьерный путь начал с участия в КВН в командах «Запорожье — Кривой Рог — Транзит», «Сборная Кривого Рога» и «95-й квартал», в последней из которых Зеленский был капитаном, актёром и автором большинства номеров. В 2003 году, после ухода из КВН, команда Зеленского «95-й квартал» начала давать концерты на телевидении. Уже как «Студия Квартал-95» в 2005 году команда создаёт шоу «Вечерний квартал», в котором Зеленский предстает идеологом, автором, режиссёром и ведущим актёром. В 2010—2011 годах работал генеральным продюсером телеканала «Интер». На протяжении своей карьеры выступал в многочисленных телепроектах, самое примечательное — в роли актёра («Вечерний квартал»), ведущего («Вечерний Киев», «Лига смеха») и судьи («Рассмеши комика»).
Принимал участие в производстве свыше двух десятков кинофильмов и телесериалов в качестве актёра («Любовь в большом городе», «8 первых свиданий», «Я, ты, он, она» и другие), продюсер («Сваты», «Я буду рядом», «Любовь в большом городе 3» и другие), сценарист («Сваты»), а также был актёром дубляжа («Хортон», «Приключения Паддингтона» и другие).
В течение 2015—2018 годов играл в телесериале «Слуга народа» роль Василия Голобородько — учителя истории, которого избирают президентом Украины. Телесериал неоднократно обвиняли в политической рекламе, а первые три серии третьего сезона сериала вышли непосредственно перед первым туром выборов президента Украины 2019, в которых Зеленский принимал участие как выдвиженец одноимённой с телесериалом партии «Слуга народа» и получил наибольшее количество голосов. После победы во втором туре выборов был избран на пост президента Украины.
Во время вторжения России на Украину Зеленский занял позицию, направленную на защиту суверенитета Украины, отказавшись эвакуироваться из Киева во время наступления российских войск на столицу. По оценке мировых СМИ, Зеленский принял роль, которой от него никто не ожидал. По версии журнала «Time», Зеленский стал самым влиятельным человеком 2022 года, набрав 5 % голосов (более 3,3 миллиона читателей).
Первоначально планировалось, что срок полномочий Зеленского истечёт в мае 2024 года, но введение военного положения в феврале 2022 года помешало проведению запланированных президентских выборов. На 2024 год большинство украинцев одобряет деятельность президента. Поддержка Зеленского сразу после начала вторжения выросла до 90 %, но к апрелю 2024 года снизилась до около 60 %. Поддержка действий Зеленского в международных отношениях среди жителей Земли в середине 2024 года была около 40 %.

## Детство и юность
Владимир Александрович Зеленский родился 25 января 1978 года в городе Кривой Рог в еврейской семье. Владеет украинским, русским, английским языками.
Дед — Семён Иванович Зеленский (5 мая 1924, Кривой Рог — 10 июня 1998), участник Великой Отечественной войны. В годы войны — командир миномётного взвода, затем — командир стрелковой роты 174-го гвардейского стрелкового полка 57-й гвардейской стрелковой дивизии. В 1944 году награждён двумя орденами Красной Звезды, войну закончил в звании гвардии лейтенанта. Прадед Зеленского и три брата его деда Семёна были убиты во время Холокоста.
Отец — Александр Семёнович Зеленский (род. 23 декабря 1947), математик, программист, доктор технических наук, профессор, заведующий кафедрой информатики — преподаватель в том же вузе, где учился Владимир. Отец 20 лет жил и работал в Монгольской Народной Республике, строил горно-обогатительный комбинат в городе Эрдэнэт.
Мать — Римма Владимировна Зеленская (род. 16 сентября 1950), имеет инженерное образование, трудовой стаж 40 лет, в настоящее время на пенсии.
В детстве прожил с родителями четыре года в Монголии, где работал отец. Окончил там первый класс, после чего Зеленский с матерью вернулись в Кривой Рог. Учился в школе № 95 с углублённым изучением английского языка. В школьные годы занимался греко-римской борьбой, тяжёлой атлетикой, собирал марки, играл на пианино, занимался бальными танцами, играл в баскетбол и волейбол. Принимал участие в школьной самодеятельности, был гитаристом в школьном ансамбле. Зеленский начал активно изучать украинский язык в 2017 году, до этого использовав в общении преимущественно русский. В 16 лет получил грант на бесплатное обучение в Израиле, но отец был против этого.
Окончил школу в 1995 году. В школе мечтал стать дипломатом и даже готовился поступать в МГИМО, но поступил на обучение по специальности «правоведение» в Криворожский экономический институт Киевского национального экономического университета, который окончил в 2000 году. По полученной специальности никогда не работал.

## Творческая карьера

### КВН
В 11 классе организовал команду выпускников и сыграл в КВН с командой учителей, ученики выиграли. После школы играл в команде КВН «Молодой Кривой Рог», потом был приглашён в команду КВН «Запорожье — Кривой Рог — Транзит» для постановки танцевальных номеров; постепенно роль Зеленского в команде расширилась, и он стал участвовать и в номерах. Одновременно с Зеленским в «Запорожье — Кривой Рог — Транзит» пришли будущие актёры студии «Квартал-95»: Денис Манжосов, Юрий Крапов, Александр Пикалов. Именно они после сезона 1997 года, в котором «Запорожье — Кривой Рог — Транзит» стал чемпионом, создали новую команду, которую назвали «95-й квартал». Зеленский стал в ней не только актёром и капитаном, но и одним из ведущих авторов.
С 1998 по 2003 год «95-й квартал» выступал в Высшей лиге КВН, участники команды практически жили в Москве и постоянно гастролировали по городам СНГ. В составе «95-го квартала» Зеленский в 2002 году дошёл до полуфинала Высшей лиги КВН и дважды (в 2000 и 2001 годах) становился обладателем «КиВиНа в светлом» — второго приза музыкального фестиваля КВН «Голосящий КивиН».

### Студия «Квартал-95»
В конце 2003 года украинский телеканал «1+1» предложил «95-му кварталу» сделать серию концертов, состоящих из лучших номеров команды.

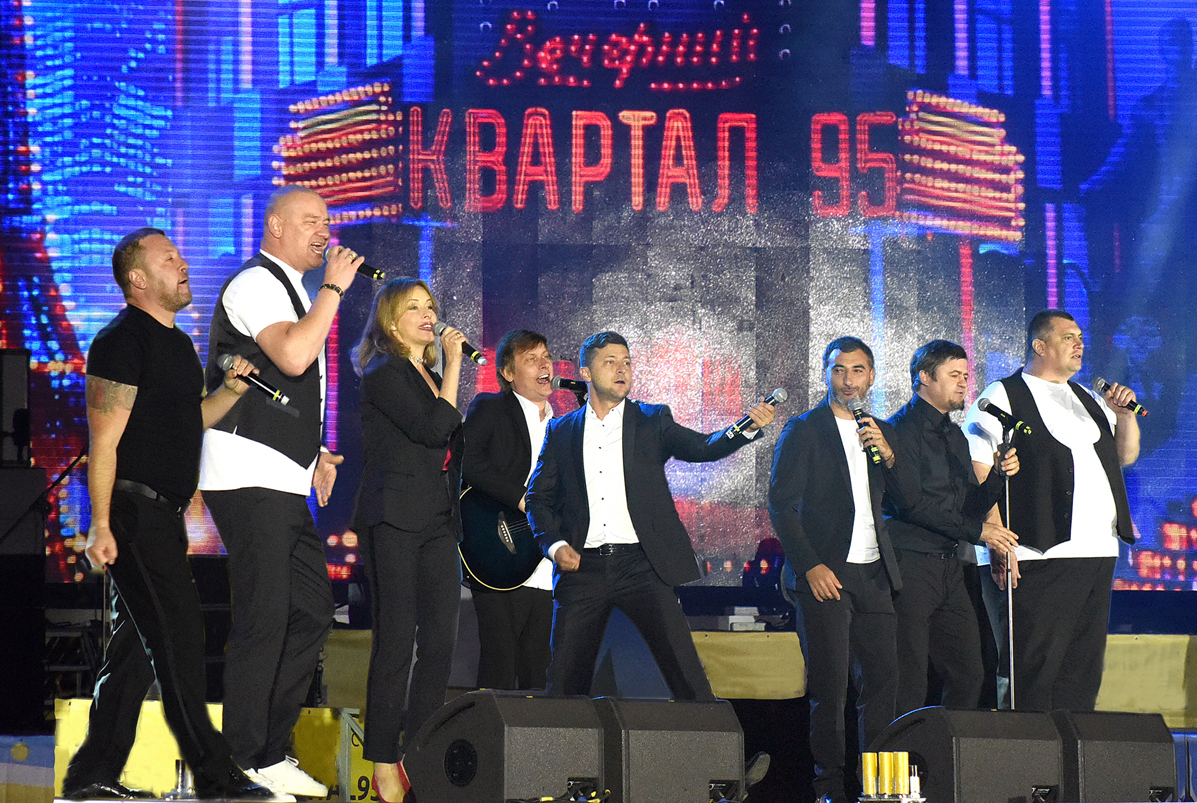
Вечерний Квартал, 2018

В 2004 году команда начала готовить проект, одновременно подрабатывая в разных телепередачах. Зеленский вёл кулинарное шоу «Мистер Кук». Все доходы вкладывались в общий проект, и в 2005 году на телеканале «Интер» началось телешоу «Вечерний квартал», идеологом, автором, режиссёром и ведущим актёром которого является Зеленский. Шоу быстро набрало популярность и вскоре по рейтингам среди украинской аудитории обогнало КВН и «Comedy Club». Критики относят «Вечерний квартал» к политическому кабаре.
Кроме того, команда «95-й квартал» переросла в студию «Квартал-95», владельцами которой являются Зеленский, Борис и Сергей Шефиры, Андрей Яковлев.
Студия выпустила несколько телепроектов («Вечерний квартал», «Бойцовский клуб», «Украина, вставай»), писала сценарии для телепередач («Песня года», «Полундра»), мюзиклов («За двумя зайцами», «Три мушкетёра», «Очень новогоднее кино или ночь в музее»), фильмов, корпоративов.
В периоды с декабря 2010 по август 2011 и с ноября 2011 по сентябрь 2012 года Зеленский являлся генеральным продюсером канала «Интер», ряд руководящих должностей на канале занимали члены его команды. Финансирование было сосредоточено преимущественно на производстве проектов студии «Квартал-95».
В 2012 году в рамках телешоу «Вечерний Киев», выходящего на украинском канале «1+1», ставил и читал текст от автора в мультипликационном сериале «Сказочная Русь».

### Телепроекты
- 2004 — «Мистер Кук» (ведущий)
- 2005—2019 — «Вечерний квартал» (актёр, автор)
- «Бойцовский клуб» (ведущий)
- «Песня года в Украине» (ведущий)
- 2006 и 2018 — «Танцы со звёздами», участник в паре с Алёной Шоптенко и победитель в 2006, в 2018 — член жюри последнего эфира
- 2008 — «Служебный романс» (ведущий)
- 2010 — «Пороблено в Украине» (ведущий с Валерием Жидковым)
- «Чисто NEWS» (ведущий)
- 2011 — «Миллионер — Горячее кресло» (ведущий)
- 2011—2018 — «Рассмеши комика» — украинская версия (член жюри с Евгением Кошевым, ранее с Михаилом Галустяном)
- Международный музыкальный фестиваль в Ялте «Crimea Music Fest» (ведущий вместе с Машей Ефросининой и Максимом Галкиным)
- 2011—2013 — «Воскресенье с Кварталом» (автор идеи и продюсер)
- 2012—2017 — «Вечерний Киев» (ведущий с Валерием Жидковым)
- 2012 — «Червоне або чорне» (ведущий)
- 2013 — «Хочу V ВИА Гру» (ведущий с Верой Брежневой)
- 2014 — «Хочу к Меладзе» (автор идеи)
- 2015 — «Угадай ящик» (автор идеи)
- 2015—2018 — «Лига смеха» (ведущий)

Телепроекты в России
- 2006, 2010—2012 — телевизионные концерты «Вечернего квартала» («ТВ Центр», «СТС», «Россия-1»)
- 2010 — «Новая волна 2010. День премьер» («Россия-1») — один из ведущих
- 2011 — «Фактор А. 1 сезон» («Россия-1») — ведущий с Филиппом Киркоровым
- 2011 — «Новая волна 2011. День мирового хита» («Россия-1») — один из ведущих
- 2011 — «Магия» («Россия-1») — ведущий с Татьяной Лазаревой[51] (три выпуска вышли в эфир в мае 2019 года на НТВ[52], ранее перемонтированная версия отснятого материала 1-го выпуска вышла 9 июля 2012 года на «1+1» с Юрием Горбуновым[53][54])
- 2011 — «Новогодний парад звёзд-2012» («Россия-1») — ведущий с Максимом Галкиным
- 2012 — «Рассмеши комика. Российская версия» («Россия-1») — член жюри с Максимом Галкиным[55]. В феврале 2014 года планировались кастинги на перезапуск российской версии на канале СТС, но впоследствии они были отменены[56]
- 2012 — «Новая волна 2012. День мирового хита» («Россия-1») — один из ведущих
- 2012 — «Новогодний парад звёзд-2013» («Россия-1») — гость программы
- 2013, 2014 — «Первый/второй новогодний вечер» («Россия-1») — соведущий с Максимом Галкиным[57][58][59][60]
- 2013 — «Новая волна 2013. День мирового хита» («Россия-1») — один из ведущих
- 2013 — «Новогодний парад звёзд-2014» («Россия-1») — гость программы
- 2014 — «Голубой огонёк-2014» («Россия-1») — гость программы

### Кино

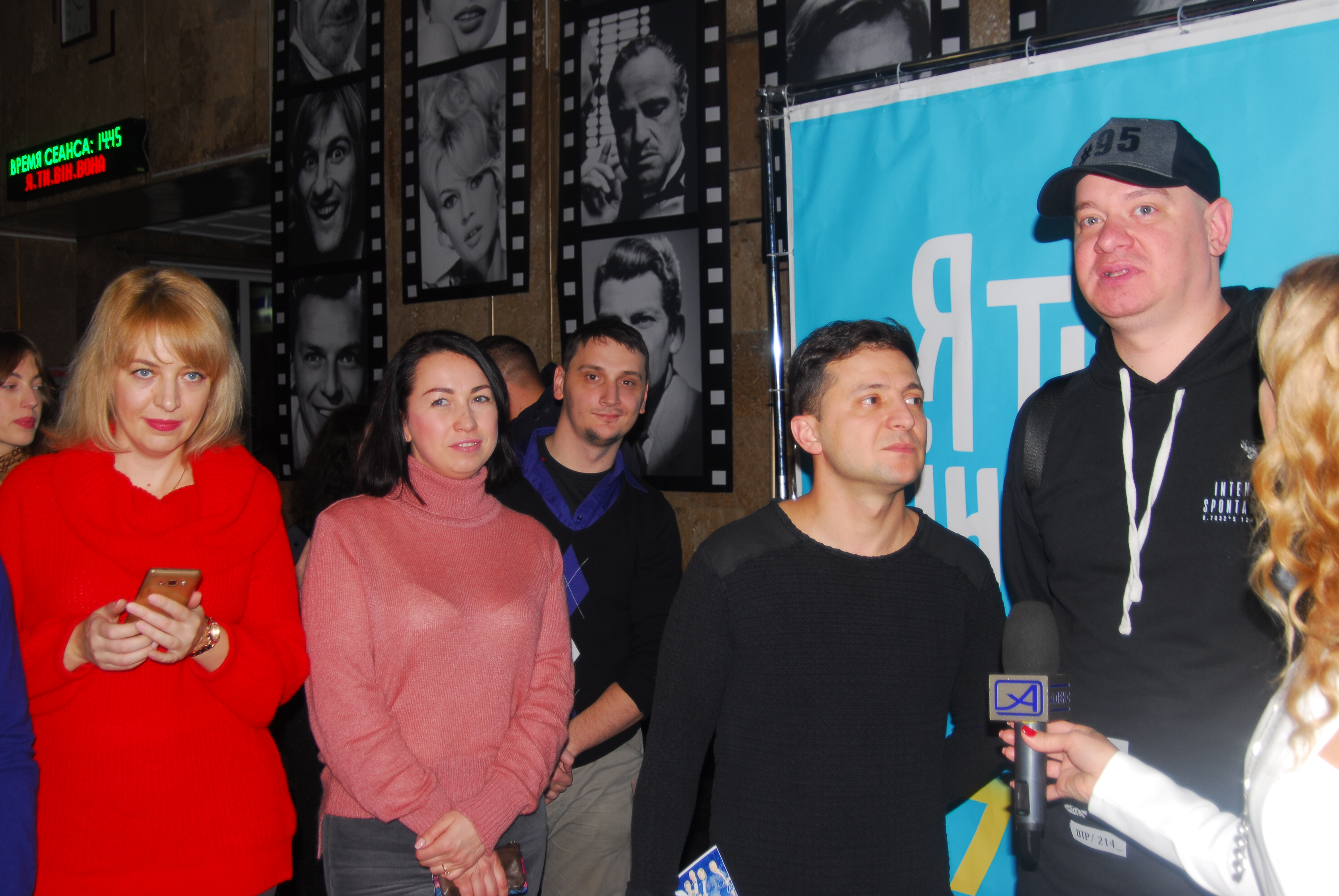
На премьере фильма «Я, ты, он, она», декабрь 2018

В 2008 году снялся в роли стоматолога Игоря в полнометражном фильме «Любовь в большом городе», снятом по сценарию всё той же «Студии Квартал-95».
В 2010 году вышло продолжение под названием — «Любовь в большом городе 2». 25 января состоялась премьера фильма «Ржевский против Наполеона», где Зеленский сыграл одну из главных ролей — Наполеона Бонапарта. 17 марта 2011 состоялась премьера фильма «Служебный роман. Наше время», где он сыграл Анатолия Новосельцева. 8 марта 2012 года на экраны вышел фильм «8 первых свиданий», где он сыграл главную роль. 1 января 2014 года на экраны кинотеатров вышла комедия «Любовь в большом городе 3», где Зеленский снова сыграл роль стоматолога Игоря. 1 января 2015 года на экраны выходит фильм «8 новых свиданий» также с ним в главной роли.
24 апреля 2019 года директор Национального антикоррупционного бюро Украины (НАБУ) Артём Сытник сообщил, что НАБУ подозревает компанию «Киноквартал», учредителем которой является Зеленский, в растрате государственных средств. Против компании начато расследование. Сытник рассказал, что в апреле в НАБУ поступило заявление от организации «Союз добровольцев». По её данным, Госкино Украины финансировало 49 % бюджета фильма «Я, ты, он, она», выпущенного «Кинокварталом». Компания обязалась создать фильм полностью на украинском или крымскотатарском языке, но не выполнила это условие, утверждает «Союз добровольцев».

### Фильмография

#### Актёр
- 2004 — Казанова поневоле
- 2004 — Три мушкетёра — д’Артаньян
- 2006 — Милицейская академия — Минаев
- 2007 — Очень новогоднее кино, или Ночь в музее — Вася Васильков
- 2009 — Любовь в большом городе — Игорь
- 2009 — Как казаки… — Остап / Фандорин
- 2010 — Любовь в большом городе 2 — Игорь
- 2011 — Служебный роман. Наше время — Анатолий Ефремович Новосельцев
- 2012 — Ржевский против Наполеона — Наполеон
- 2012 — 8 первых свиданий — Никита Андреевич Соколов
- 2013 — Любовь в большом городе 3 — Игорь
- 2014 — 8 новых свиданий — Никита Андреевич Соколов
- 2015-2019 — Слуга народа — Василий Петрович Голобородько, учитель истории в средней школе / президент Украины
- 2016 — Слуга народа 2 — Василий Петрович Голобородько, учитель истории в средней школе / президент Украины
- 2016 — 8 лучших свиданий — Никита Андреевич Соколов
- 2018 — Я, ты, он, она — Максим

#### Сценарист
- 2003 — За двумя зайцами
- 2005 — Три мушкетёра
- 2005 — Кушать подано!
- 2008 — Сваты
- 2009 — Сваты 2
- 2009 — Сваты 3
- 2010 — Сваты 4
- 2010 — Любовь в большом городе 2
- 2010 — Новогодние сваты
- 2011 — Служебный роман. Наше время
- 2011 — Сваты 5
- 2012 — Ржевский против Наполеона
- 2012 — 8 первых свиданий
- 2013 — Любовь в большом городе 3
- 2014 — 8 новых свиданий

#### Продюсер
- 2008 — Сваты
- 2009 — Сваты 2
- 2009 — Сваты 3
- 2009 — Чудо
- 2009 — Как казаки…
- 2010 — Новогодние сваты
- 2010 — Сваты 4
- 2011 — Девичья охота
- 2011 — Сваты 5
- 2011 — Чемпионы из подворотни
- 2012 — Ржевский против Наполеона
- 2012 — 8 первых свиданий
- 2012 — Я буду рядом
- 2012 — Папаши
- 2012 — Мамочки 2
- 2012 — Сваты 6
- 2013 — Любовь в большом городе 3
- 2014 — 8 новых свиданий
- 2015 — Слуга народа
- 2016 — Слуга народа 2
- 2016 — Пацики
- 2017 — Слуга народа: От любви до импичмента
- 2019 — Слуга народа. Выбор

#### Режиссёр
- 2018 — Я, ты, он, она (совместно с Дэвидом Додсоном)

#### Дубляж на украинский язык
- 2008 — Хортон — мэр Хтовска
- 2014 — Приключения Паддингтона — Паддингтон
- 2016 — Angry Birds в кино — Ред
- 2017 — Приключения Паддингтона 2 — Паддингтон

## Политическая карьера

### Общественно-политическая активность
Поддержал Евромайдан. Во время эскалации конфликта на Украине Зеленский поддержал действия украинской армии и добровольческих батальонов, выступал с концертами перед украинскими военнослужащими, принимавшими участие в боевых действиях в Донбассе, совместно с другими участниками «95-го квартала» пожертвовал на нужды добровольческих батальонов один миллион гривен. В своих выступлениях начал высмеивать российских политиков и жителей России, самопровозглашённые республики: ДНР и ЛНР. Одновременно с этим у Зеленского возникли сложности в России. В частности, на российском телевидении было отменено шоу «Вечерний квартал», а в феврале 2015 года Следственный комитет Российской Федерации по запросу депутата московского муниципального округа Якиманка Дмитрия Захарова начал проверку информации о финансировании Зеленским, а также другими украинскими деятелями культуры действий украинских силовиков. Также была заморожена работа над седьмым сезоном популярного и коммерчески успешного российско-украинского телесериала «Сваты»; некоторые средства массовой информации сообщили, что причиной стали политические разногласия между Зеленским и российскими актёрами.
Вместе с тем Зеленский выступал против запрета въезда на Украину российских деятелей культуры и негативно высказывался о предложении запретить сериал «Сваты» на территории Украины.

### Президентская кампания (2019)

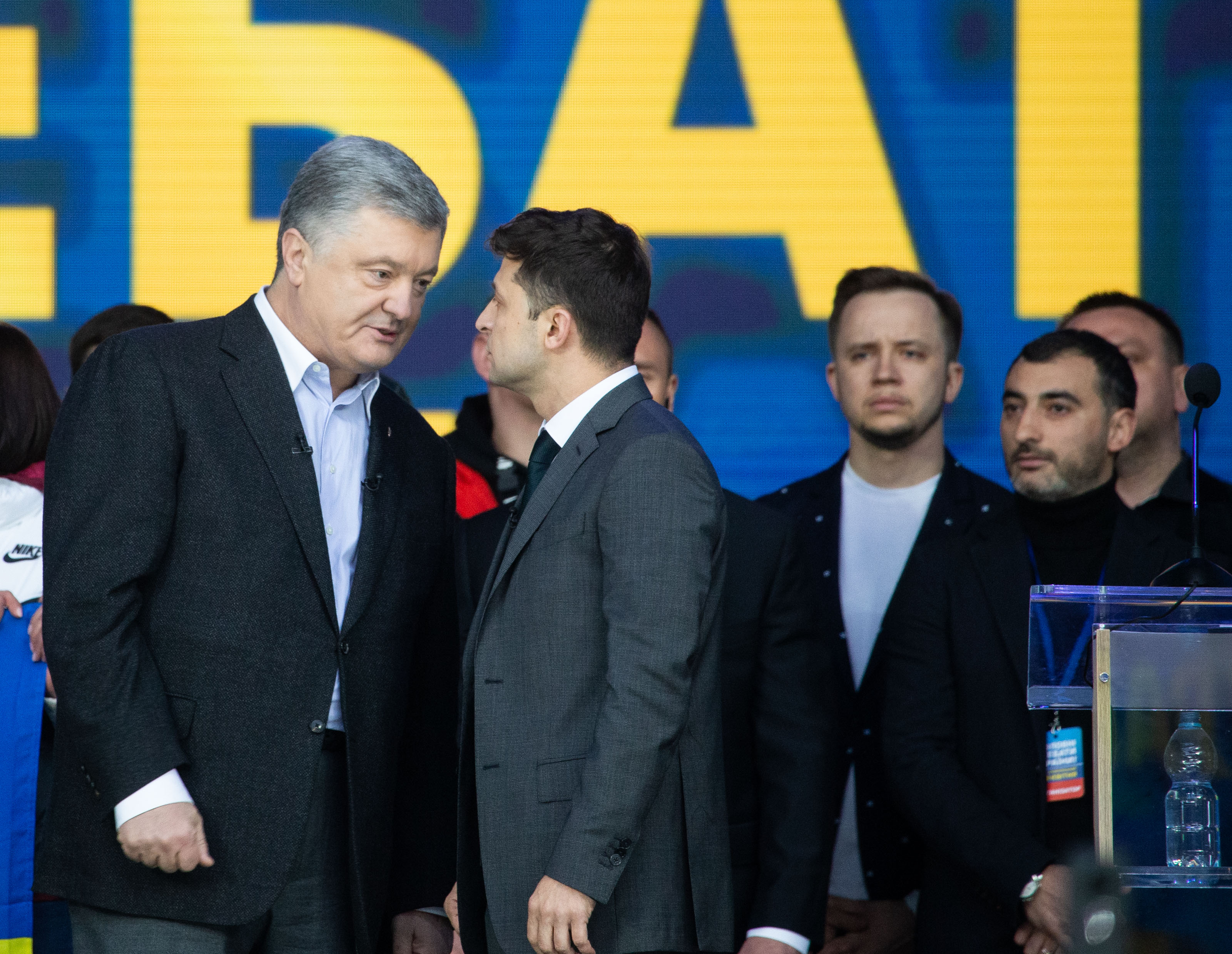
Дебаты с Петром Порошенко. Киев, НСК «Олимпийский», 19 апреля 2019

В декабре 2018 года в интервью Дмитрию Гордону Зеленский сообщил о намерении своей партии «Слуга народа» участвовать в будущих парламентских выборах.
31 декабря 2018 года за несколько минут до Нового года Зеленский на телеканале «1+1» обратился к украинцам, где заявил, что будет участвовать в выборах президента Украины, причём ради этого на более позднее время было передвинуто традиционное поздравление президента Украины Петра Порошенко (последующие заявления Зеленского о технической ошибке опровергались пресс-службой «1+1», позиционировавшей произошедшее как осознанный шаг канала).
21 января 2019 года партия «Слуга народа» выдвинула Зеленского кандидатом в президенты Украины.

В конце января Зеленский впервые вышел на первое место в предвыборных опросах. К февралю рейтинг Зеленского вырос до 25—30 %, а в середине марта — до 34 %.

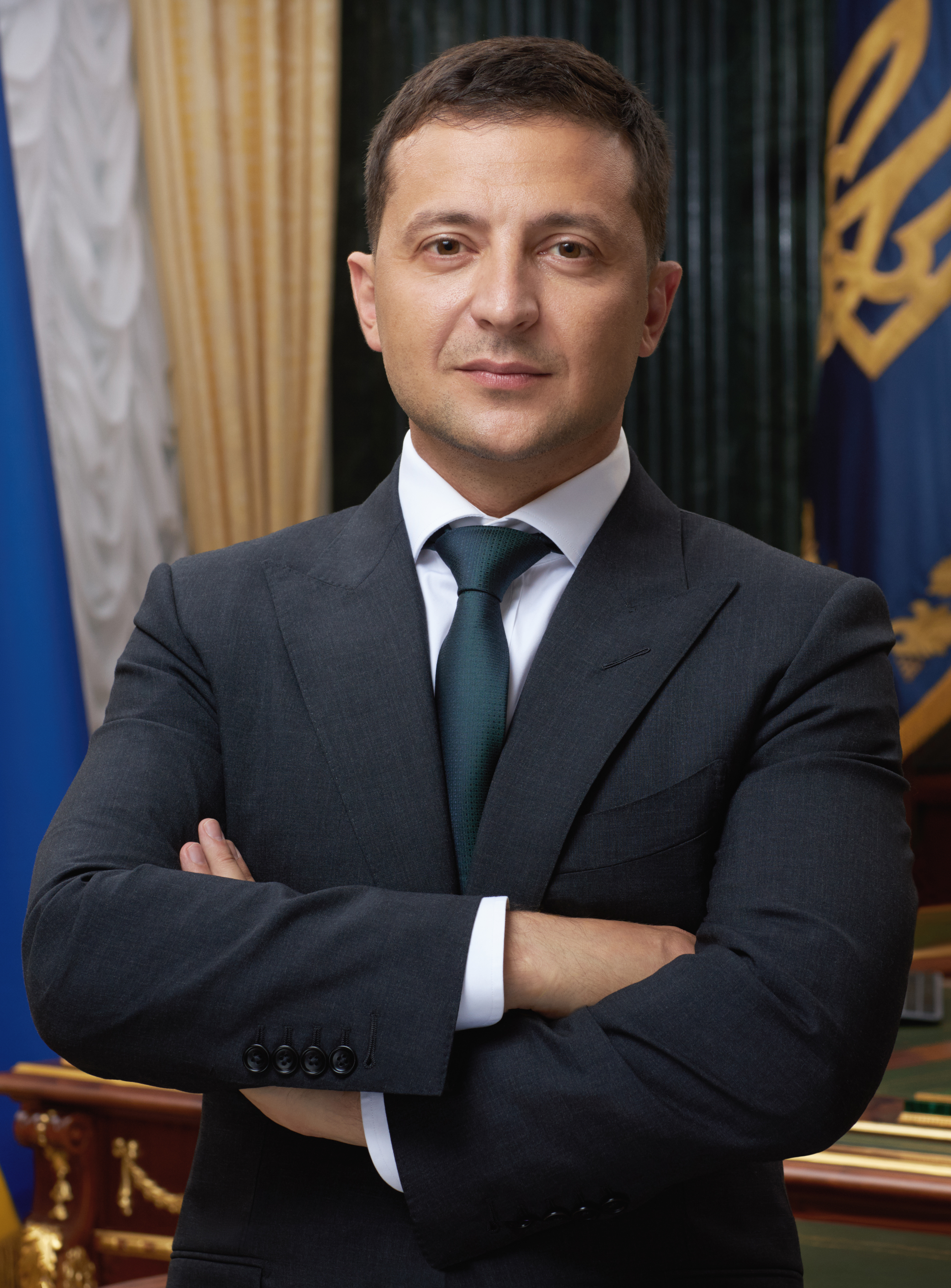
Официальный портрет Зеленского, 2019

31 марта состоялся первый тур президентских выборов, в котором наибольшее число голосов (30,24 %) набрал Зеленский — почти вдвое больше, чем действующий президент Пётр Порошенко.
Во втором туре выборов 21 апреля 2019 года, в который Зеленский вышел вместе с Петром Порошенко, он набрал, согласно окончательным результатам ЦИК Украины, 73,22 % голосов (13,5 млн голосов избирателей).
3 мая информация о победителе президентских выборов была размещена в издании Верховной рады газете «Голос Украины» и газете кабинета министров Украины «Правительственный курьер».

### Отсрочка следующих выборов
В соответствии с конституцией Украины президентские выборы 2024 года отложены на основании закона о работе президента и правительства Украины во время войны. Согласно конституции Украины, во время военных действий на территории страны, полномочия действующего президента и его легитимность соответствует закону. Зеленский сделал соответствующее заявление в Харькове 24 мая 2024 года для независимых СМИ стран Центральной Азии.

## Президентство

### До 2022
Инаугурация Зеленского прошла 20 мая 2019 года. Приоритетами своей команды он назвал прекращение огня на востоке страны и возвращение «украинских Крыма и Донбасса». В своей инаугурационной речи Зеленский объявил о роспуске Верховной рады и призвал членов правительства «освободить свои места для тех, кто будет думать о следующих поколениях, а не о следующих выборах».
21 мая 2019 года президент Зеленский распустил действующую Верховную раду Украины и назначил внеочередные парламентские выборы. Как заявил Зеленский на встрече с руководителями парламентских фракций, «главным аргументом для роспуска Верховной рады является очень низкое доверие граждан Украины к этой организации — 4 %».
21 июля 2019 года состоялись внеочередные парламентские выборы. Пропрезидентская партия «Слуга народа» набрала 43,16 % голосов и получила 124 места. В дополнение кандидаты, поддержанные этой партией, одержали победу в 130 одномандатных округах. Благодаря этому партия получила большинство в парламенте и составила однопартийную правительственную коалицию.
29 августа 2019 года Верховная рада Украины IX созыва одобрила кандидатуру Алексея Гончарука на пост премьер-министра и утвердила новый состав правительства. Рада также утвердила по представлению Зеленского министром иностранных дел Вадима Пристайко, министром обороны Андрея Загороднюка, генпрокурором Руслана Рябошапку, главой СБУ Ивана Баканова.

### После начала вторжения России

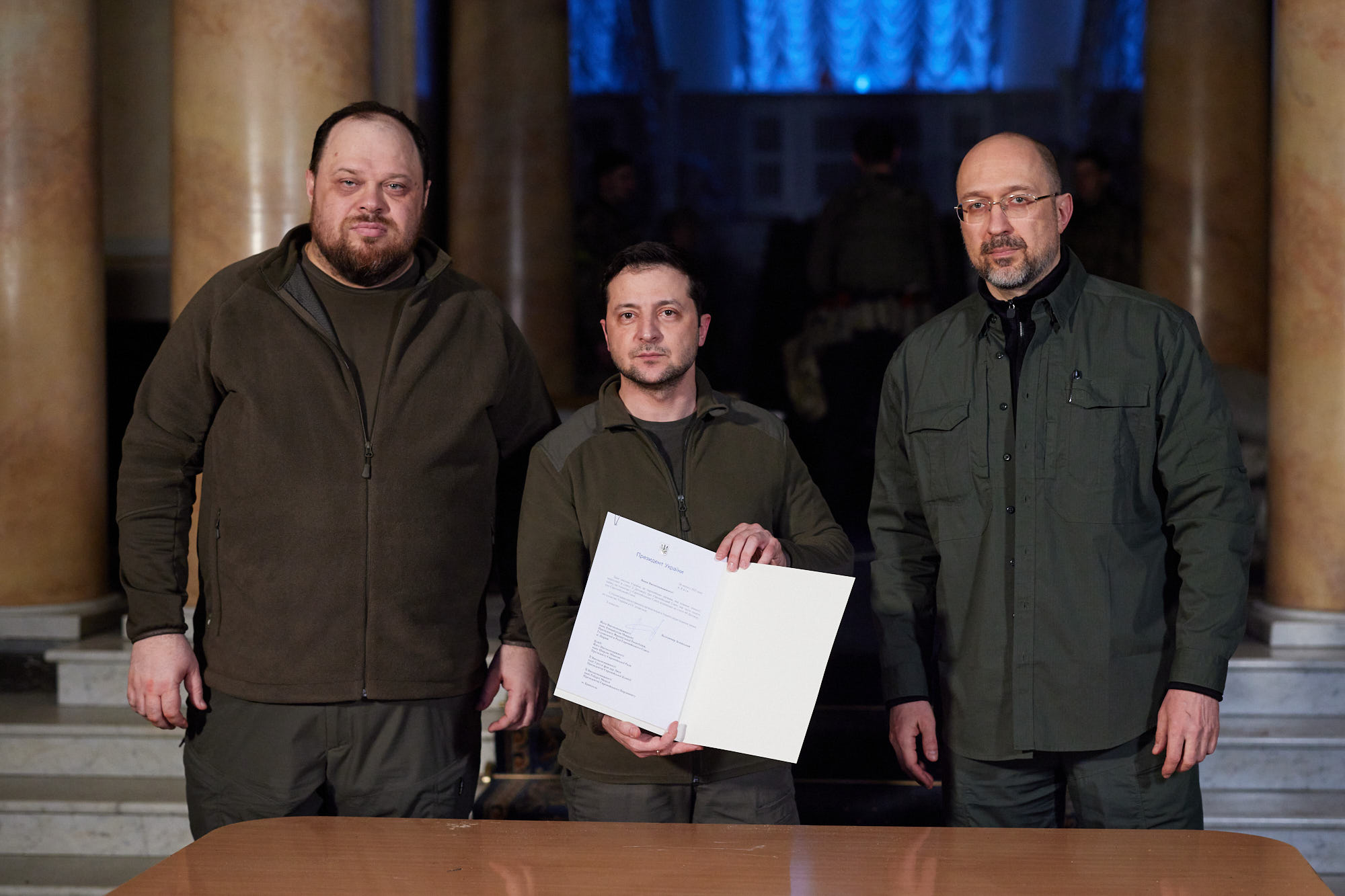
Руслан Стефанчук, Зеленский и Денис Шмыгаль после подписания заявки на членство Украины в ЕС, 28 февраля 2022

24 февраля 2022 года, в связи с началом вторжения России на Украину, Зеленский объявил военное положение и заявил о немедленном разрыве дипломатических отношений с Россией. Позже в тот же день он объявил всеобщую мобилизацию. 28 февраля подписал заявку на членство Украины в Европейском союзе с просьбой о немедленном присоединении к ЕС по специальной процедуре.
27 марта дал первое с начала вторжения интервью российским журналистам. В нём он, в частности, назвал фейковыми документы о том, что Украина готовила нападение на Донбасс. Кроме того, обратил внимание, что показанный российской пропагандой «приказ о захвате Крыма» подписан «В. А. Зеленський», тогда как если бы он был подлинным, то инициалы были бы «В. О.».
23 июня Европейский совет предоставил Украине статус кандидата на вступление в союз.
30 сентября Зеленский в ответ на объявление Россией аннексии четырёх областей Украины — Херсонской, Запорожской, Донецкой и Луганской — своим указом ввёл в действие решение СНБО Украины о невозможности проведения переговоров с действующим президентом России Владимиром Путиным.
21 декабря Зеленский совершил свой первый с начала полномасштабного российского вторжения официальный визит в США. В Вашингтоне он встретился с президентом Джо Байденом и выступил на совместном заседании обеих палат Конгресса США. Многие СМИ оценили визит как исторический.
8 ноября 2023 года после выполнения Украиной семи предварительных условий Еврокомиссия рекомендовала Совету ЕС начать переговоры с Украиной о вступлении в ЕС.
24 апреля 2025 года посетил Южно-Африканскую Республику с официальным визитом. По мнению наблюдателей, целью визита является улучшение репутации Украины в странах Африки и усиление поддержки последними в российско-украинском конфликте.

## Галерея

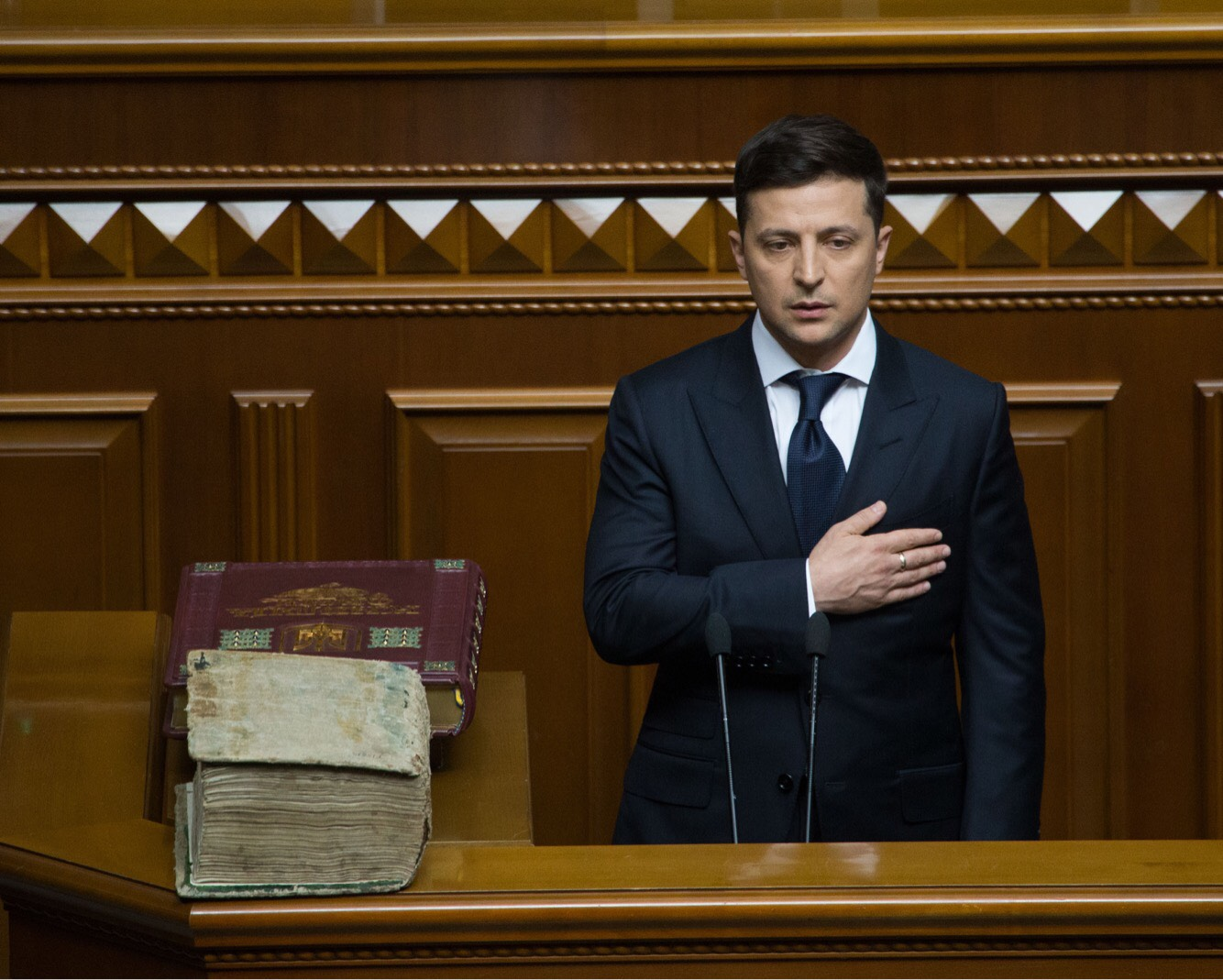
Зеленский на инаугурации в Киеве, 20 мая 2019
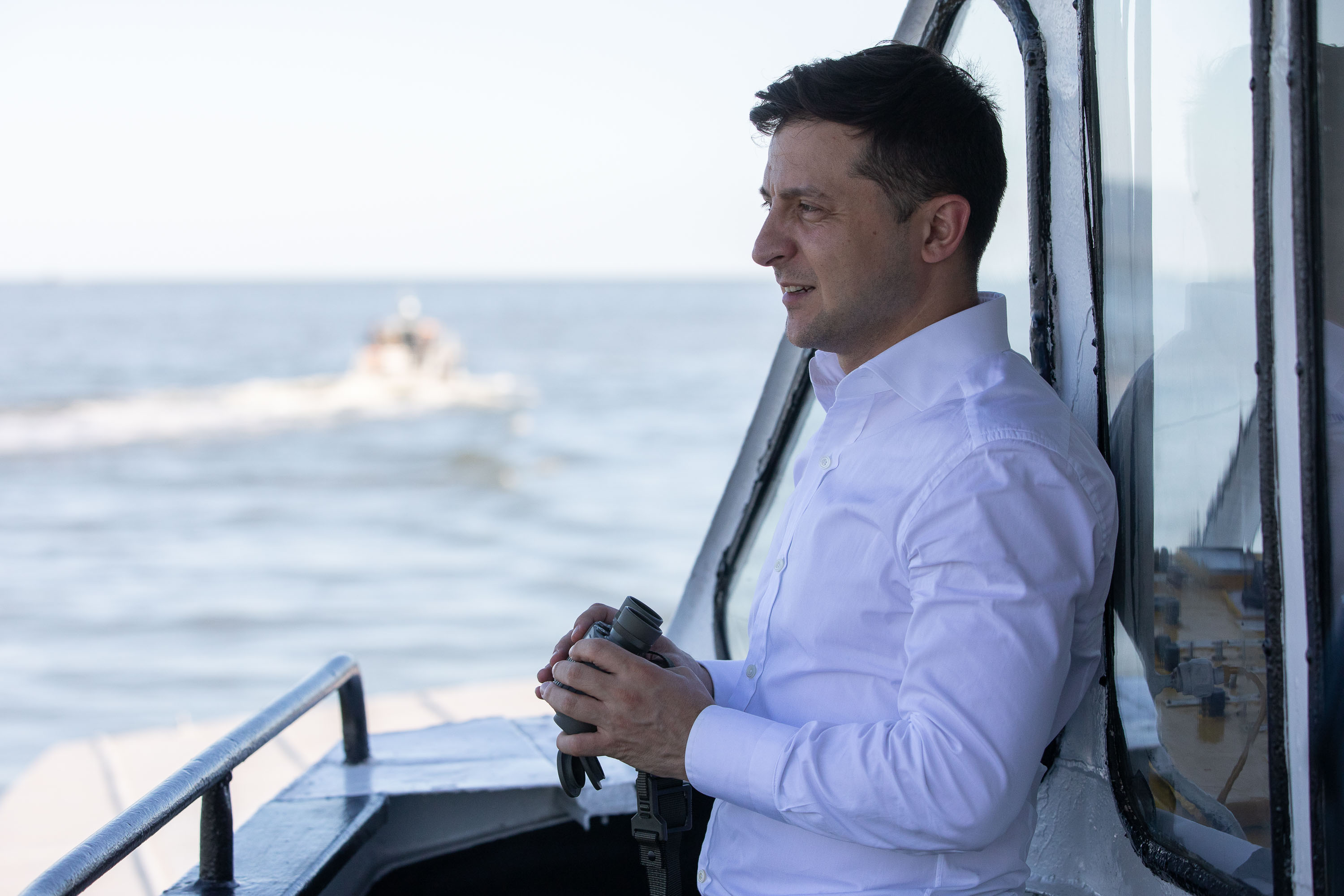
Зеленский с рабочим визитом в Мариуполе
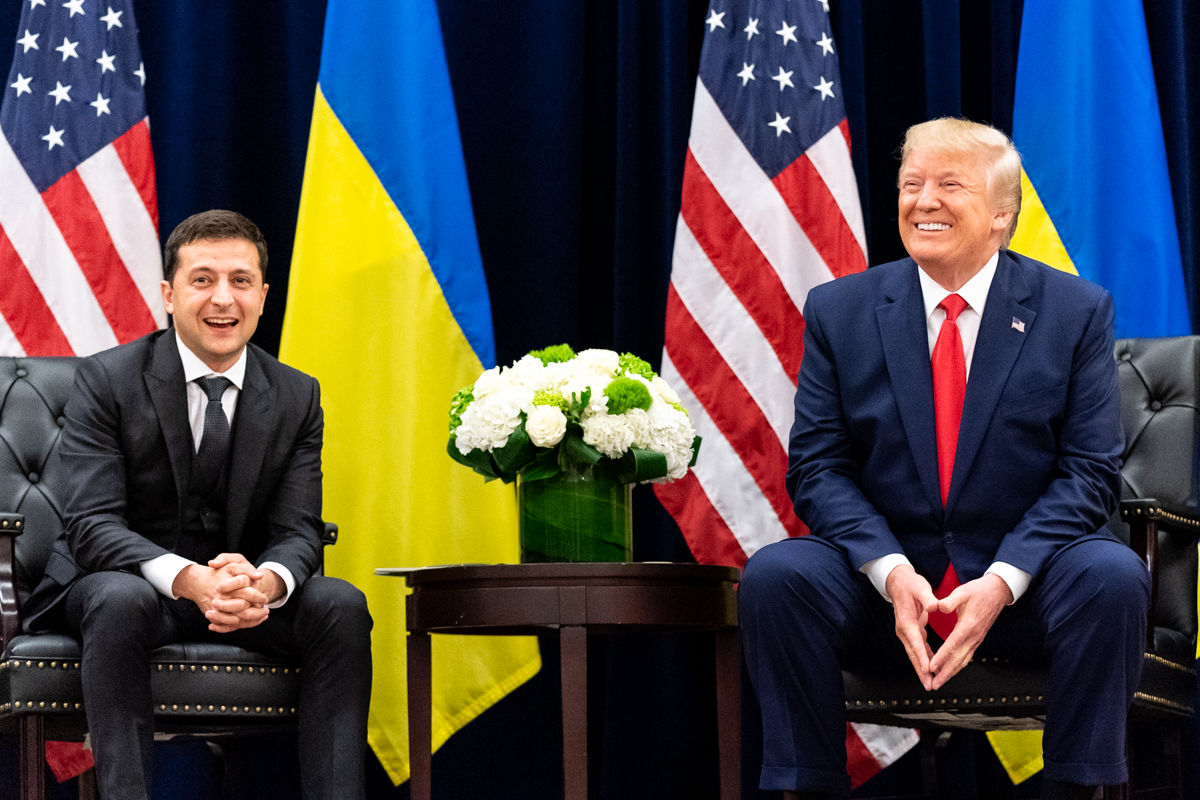
Зеленский и президент США Дональд Трамп. Нью-Йорк, 25 сентября 2019
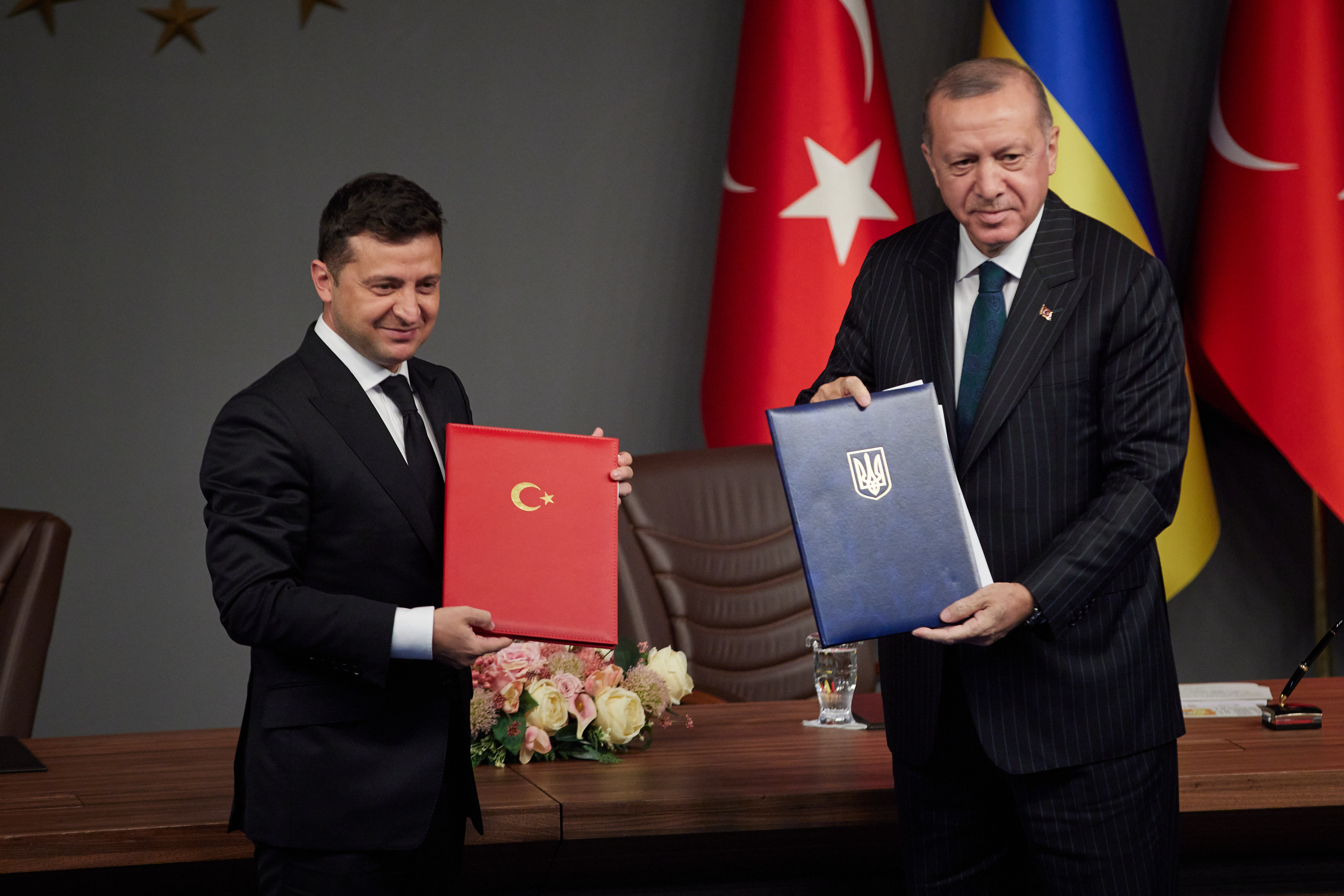
Зеленский и президент Турции Реджеп Тайип Эрдоган. Стамбул, 16 октября 2020
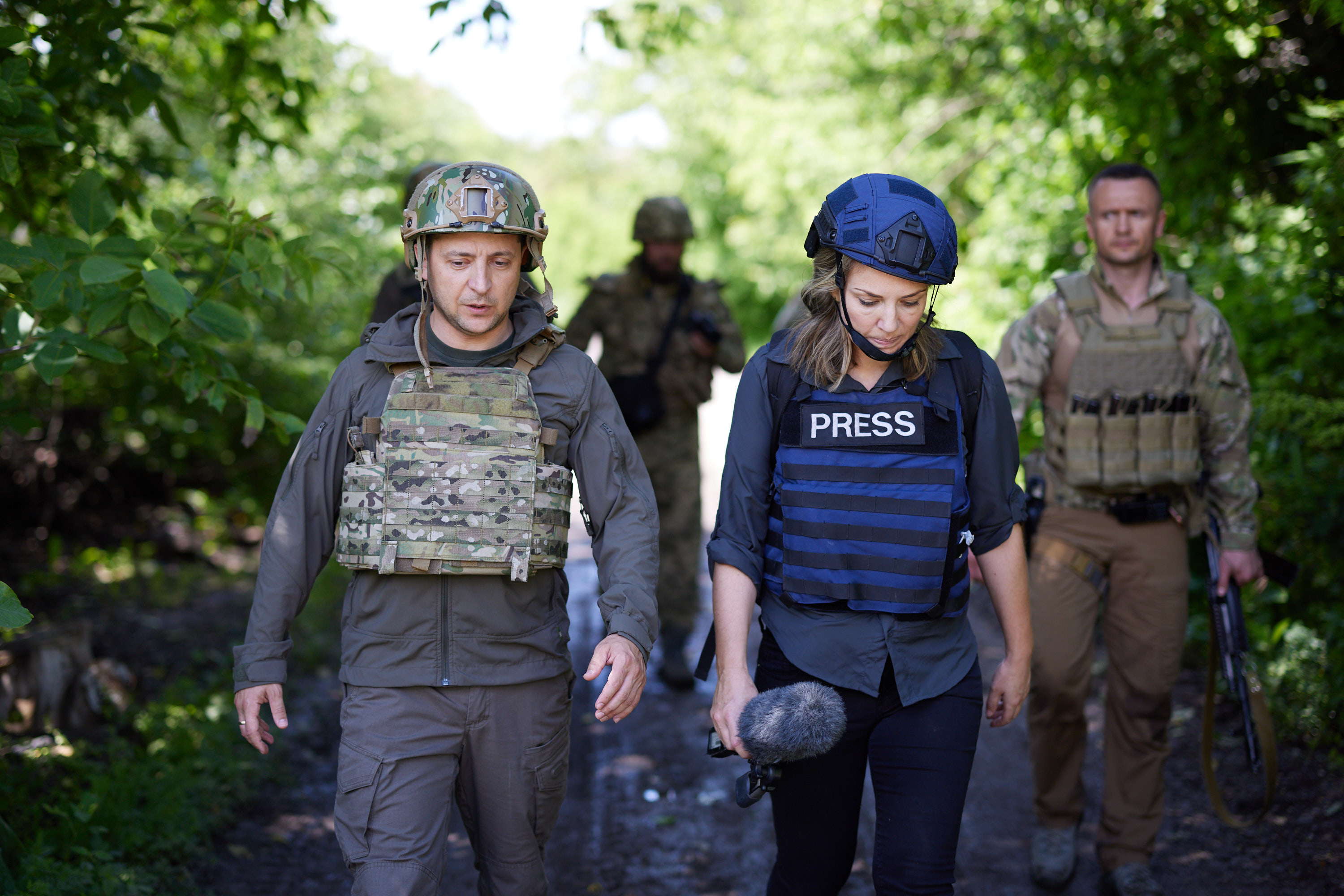
Зеленский в Донбассе, июнь 2021
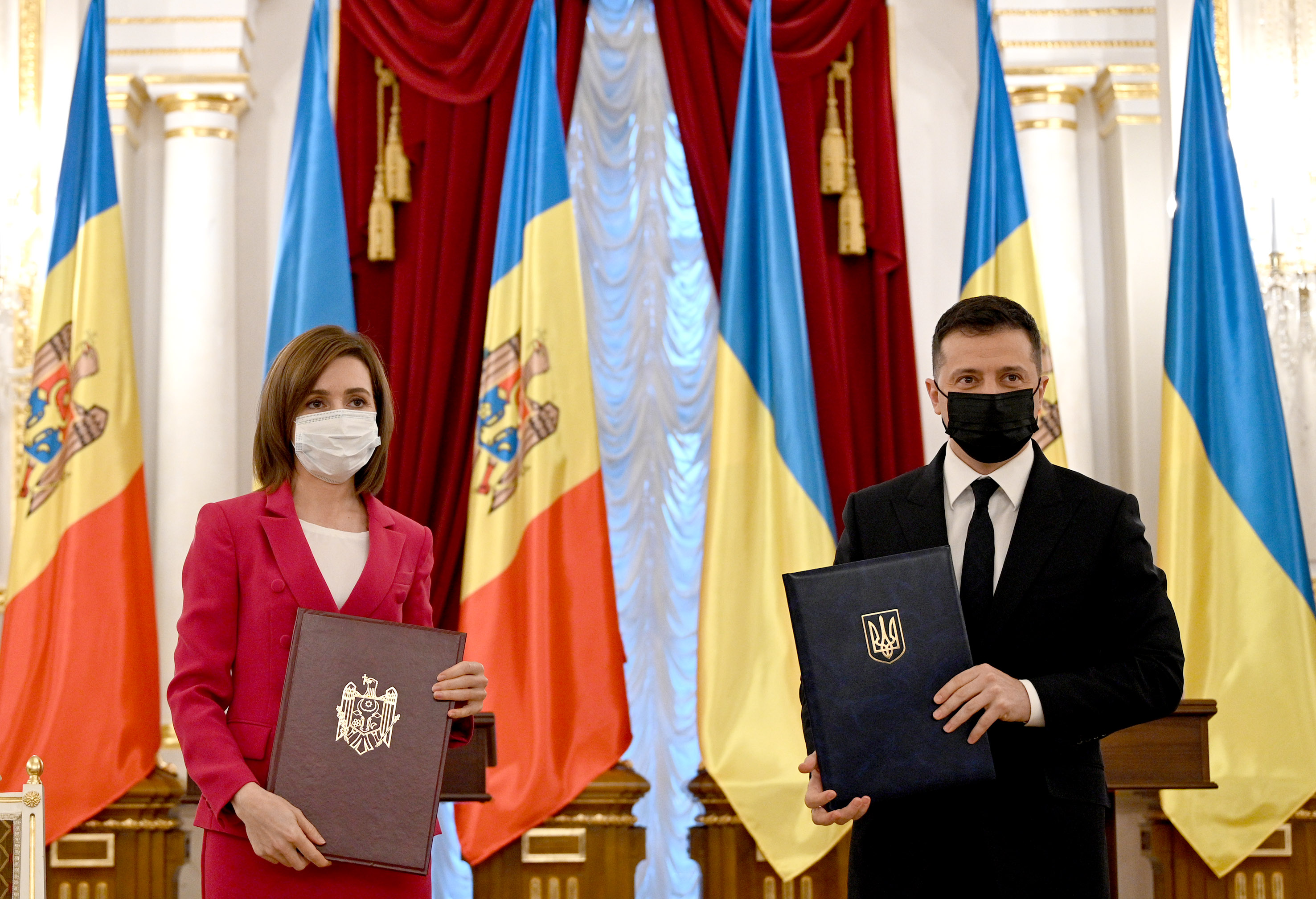
Зеленский и президент Молдовы Майя Санду. Киев, 12 января 2021
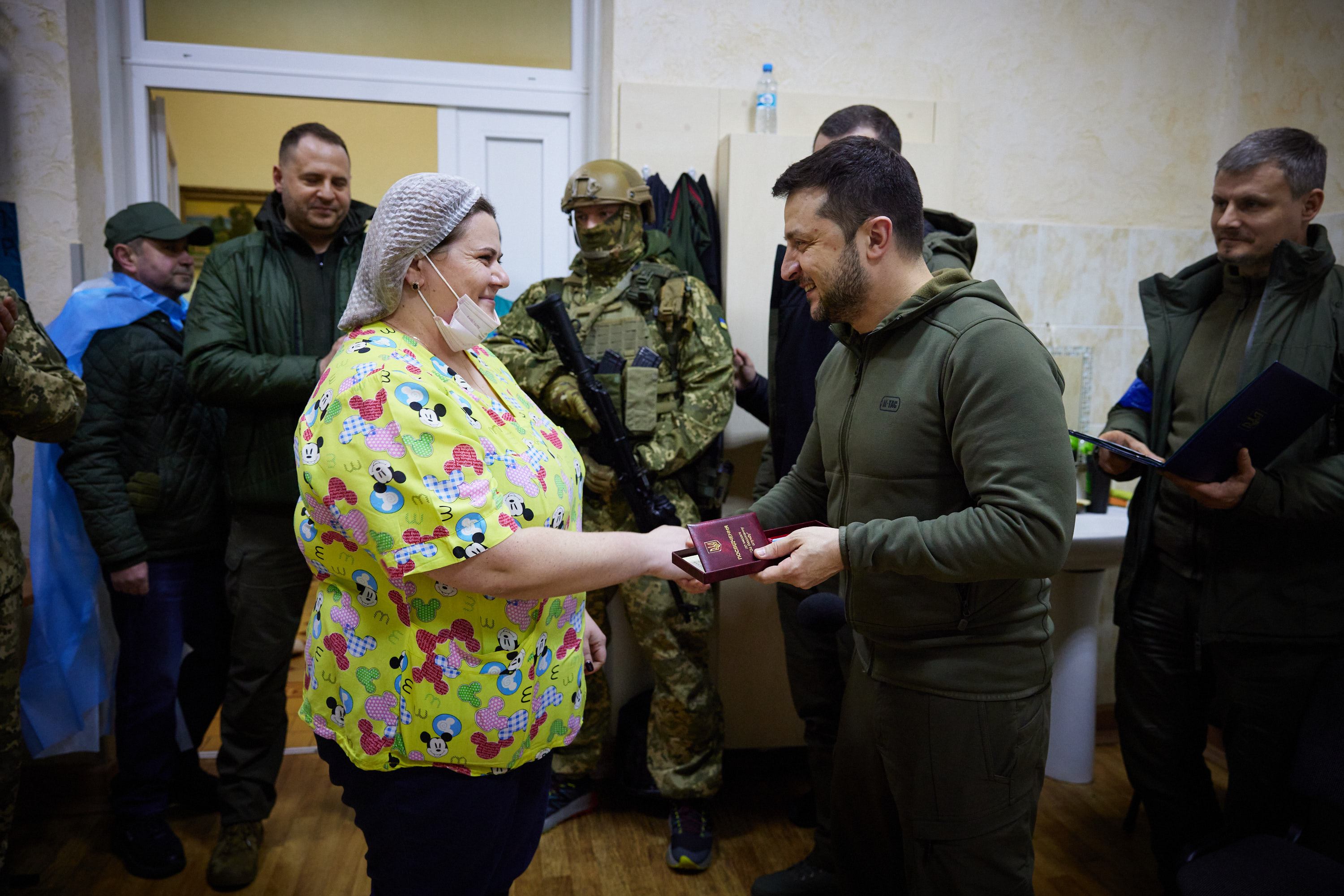
Визит Зеленского в военный госпиталь, 13 марта 2022
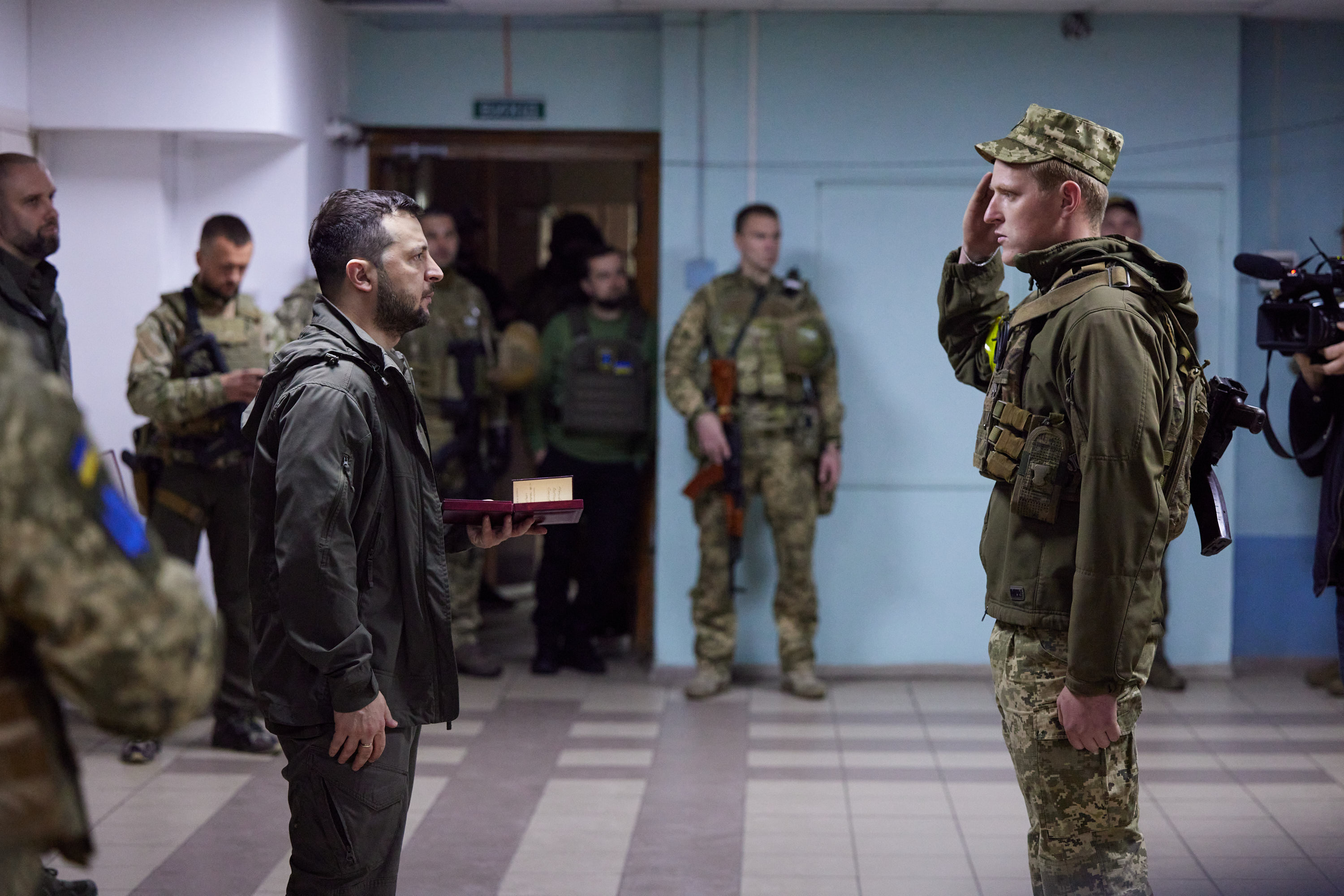
Рабочая поездка Зеленского на Харьковщину, 29 мая 2022
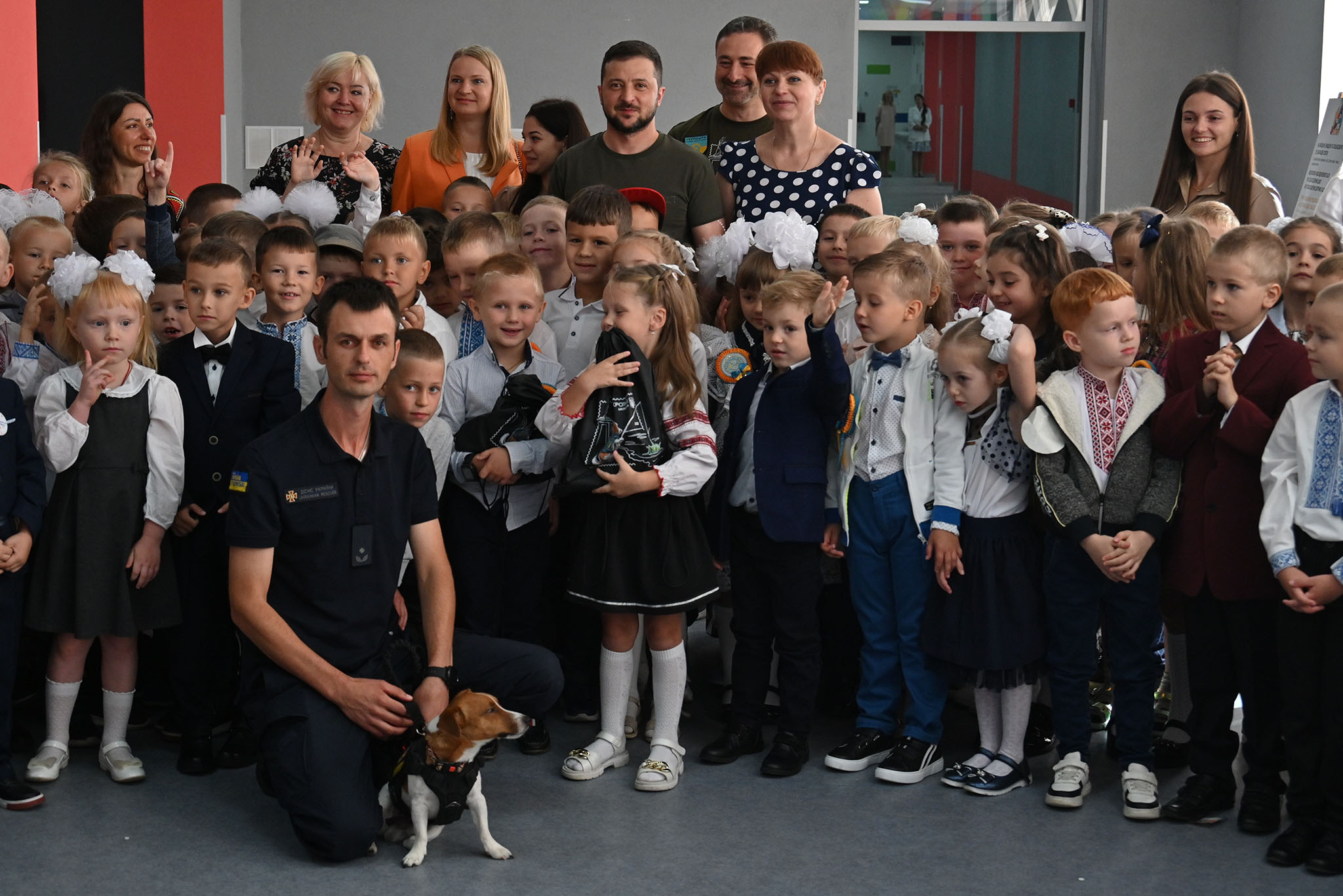
Зеленский в первый день нового учебного года посетил школу в Ирпене, 2022
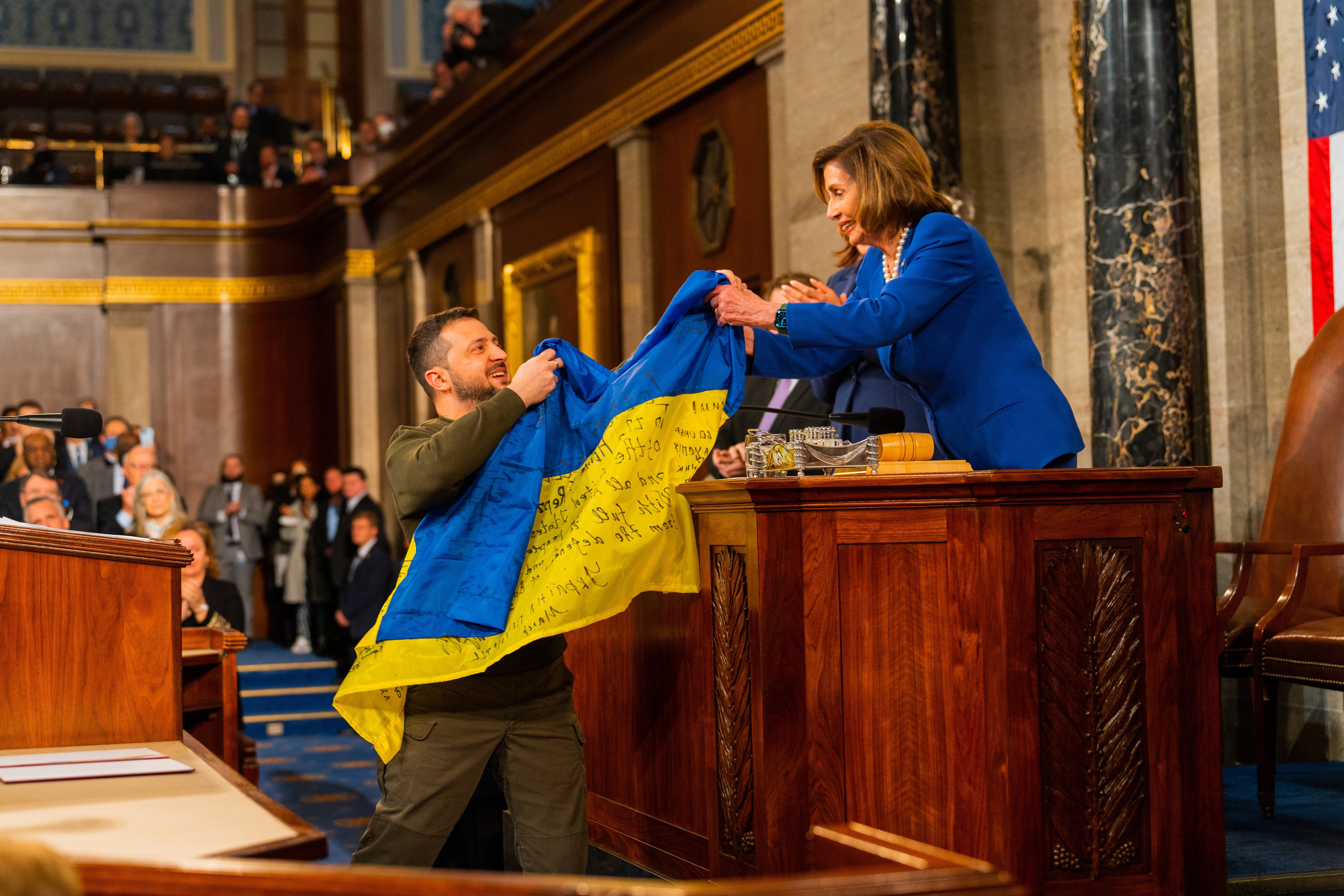
Зеленский и Нэнси Пелоси в Конгрессе США с флагом Украины, подписанным защитниками Бахмута, 21 декабря 2022

## Имущество и доходы
Зеленский задекларировал за 2018 год доходы в размере 9,7 млн гривен (24 млн руб.), его жена — 4,9 млн гривен (12 млн руб.). Декларация о доходах размещена на сайте Национального агентства по предотвращению коррупции. У семьи Зеленских имеются сбережения на счетах и наличными на общую сумму более 950 тыс. долларов (65 млн руб.).
Зеленский является собственником дома (353 м²), квартиры (131 м²), земельного участка (1200 м²) и двух парковочных мест в Киеве. У него также есть три квартиры (132 м², 255 м² и 200 м²) в совместной собственности с супругой, дом в Италии (413 м²) и квартира в Великобритании (92 м²), квартира в Ялте (130 м²), а также десять гостиничных номеров в Грузии.
В качестве ценного имущества Зеленский задекларировал наручные часы Rolex, Breguet, Bovet, Piaget, Tag Heuer, а его супруга — часы Breguet, серьги и кольцо с бриллиантами Graff. В семье Зеленских имеются автомобили Range Rover (2016 года) и Mercedes-Benz S500 4 Matic (2014 года).
Согласно декларации, Зеленские являются конечными бенефициарами в фирмах: ООО «Киноквартал», ООО «Студия „Квартал-95“», ООО «Зелари Фиш», Aldorante Limited (Кипр), Vilhar Holdings Limited, Film Heritage inc (Белиз), San Tommaso S.R.L. (Италия). Кроме того, у Зеленского имеются доли в компаниях: ООО «Продюсерский центр „Лига смеха“», ООО «Анимационная студия 95», ООО «Квартал ТВ», ООО «Фиш-Хаус», ООО «Гауди студио», ООО «Квартал-концерт».
В октябре 2021 года Международный консорциум журналистов-расследователей опубликовал на основе материалов «Архива Пандоры» материал, из которого следует, что Зеленский и его партнёры по студии «Квартал-95» с 2012 года владели сетью связанных с их бизнесом офшорных компаний на Британских Виргинских Островах, на Кипре и в Белизе. В центре схемы находилась компания Maltex Multicapital Corp., в которой Зеленскому принадлежало 25 % и о которой он умалчивал в своей декларации. В разгар предвыборной кампании, после расследования «Схем» о бизнесе в России, Зеленский безвозмездно передал свою долю одному из акционеров компании Сергею Шефиру, который затем станет первым помощником президента (на общественных началах, что позволяло не публиковать декларации о доходах). Ещё через 6 недель были подписаны бумаги, что Maltex продолжит выплачивать дивиденды, но уже в адрес Film Heritage, полностью принадлежащей супруге президента Елене Зеленской.

## Критика

### Бизнес в России
В конце декабря 2018 года, за несколько дней до объявления о планах баллотироваться в президенты, в интервью Дмитрию Гордону Зеленский сказал, что после событий 2014 года он с партнёрами закрыл бизнес в России. В январе 2019 года телепередача «Схемы: коррупция в деталях» (совместный проект «Радио Свобода» и телеканала «UA:Перший») выпустила расследование о бизнесе Зеленского в России. Журналисты выяснили, что после 2014 года была закрыта лишь одна из четырёх производственных компаний, тогда как остальные, подконтрольные Зеленскому и его партнёрами через кипрскую компанию Green family Ltd., заработали в России с 2014 до конца 2017 года около 13 миллионов долларов (отчётность за 2018 была ещё недоступна). Эти доходы складывались как из отчислений по старым проектам, так и из выручки по новым фильмам (после 2014 года стартовали как минимум три фильма: «Между нами девочками», «Петля Нестерова» и «8 лучших свиданий»). Также российская «дочка» компания «Грин Филмс» получала субсидии от министерства культуры РФ на создание триллера «Вниз». Зеленский сперва отказался отвечать на вопросы журналистов «Схем», заявив, что это неправда. Через неделю Зеленский признал правдивость расследования и объявил о выходе из числа акционеров.

### Связи с Коломойским
Зеленского с Коломойским связывали бизнес-отношения как минимум с 2012 года, когда студия Зеленского «Квартал 95» начала работать в эфире канала Коломойского «1+1». В декабре 2016 года «ПриватБанк» Коломойского был национализирован за символическую гривну по закону, внесённому лично действующим президентом Петром Порошенко. В дальнейшем Коломойский говорил, что поддержит любого кандидата против Порошенко. В результате медиа, подконтрольные Коломойскому, благоприятствовали Зеленскому ещё до официального старта избирательной кампании.
В декабре 2021 года Государственное бюро расследований Украины открыло дело против Порошенко, обвиняя его в государственной измене и содействии террористическим организациям, по которым ему может грозить до 15 лет заключения. «Радио Свобода» отмечала, что «после прихода к власти Зеленского правоохранительные органы безуспешно пытались расследовать несколько десятков уголовных дел, в которых упоминался пятый президент Украины».
В ходе предвыборной кампании нардеп Владимир Арьев обвинил Зеленского в том, что он и связанные с ним офшорные структуры участвовали в выводе $41 млн из «ПриватБанка», с 2012 года и вплоть до национализации банка в конце 2016 года.
2 сентября 2023 года Игорь Коломойский был арестован по обвинениям в мошенничестве, отмывании и присвоении денег с 2013 по 2020 год на общую сумму около 416 миллионов долларов. Зеленский прокомментировал арест Коломойского: «Для тех, кто разграбил Украину и поставил себя выше закона и любых правил, больше не будет многолетнего „бизнеса как обычно“» По состоянию на начало ноября 2023 года суд оставил Коломойского под стражей.

## Семья

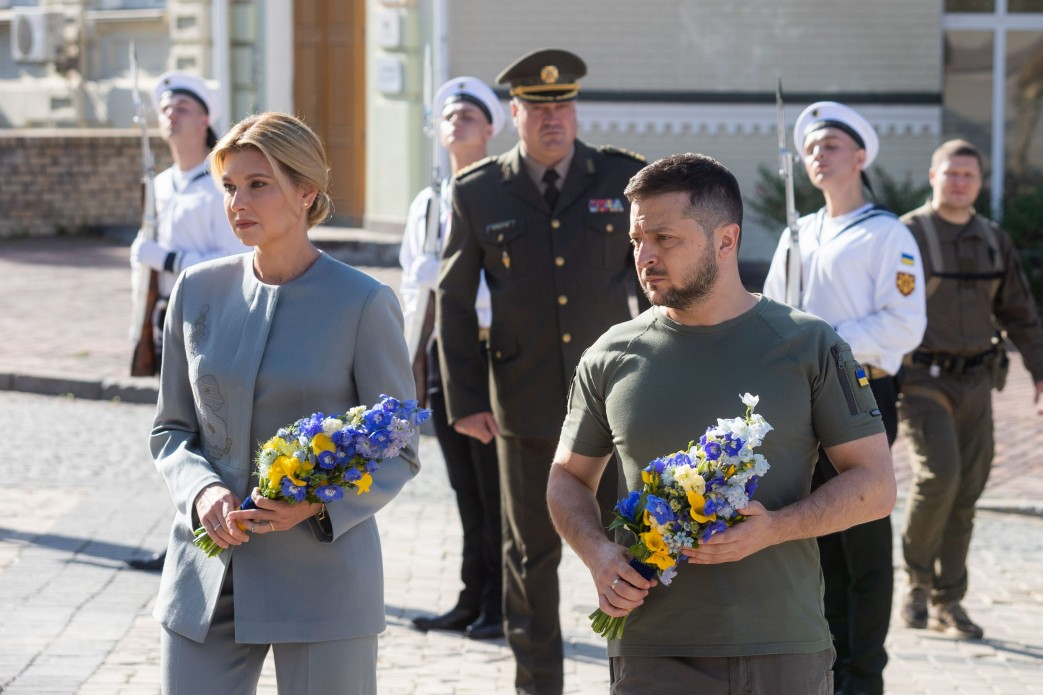
Зеленский с женой Еленой Зеленской

Супруга (с 6 сентября 2003) — Елена Владимировна Зеленская (дев. Кияшко, род. 6 февраля 1978). По образованию архитектор, окончила Криворожский технический университет с красным дипломом. Бенефициар ООО «Студия Квартал — 95» (в собственности 0,01 % компании, остальные 99,99 % принадлежат супругу), владеет 25 % ООО «Зелари Фиш», занимающейся переработкой и консервированием рыбы. Сценарист и автор «Студии квартал 95». Владимир и Елена знакомы со школы, где учились в параллельных классах.
У семьи Зеленских двое детей: дочь Александра (род. 15 июля 2004) и сын Кирилл (род. 21 января 2013). В 2014 году Александра снималась в фильме «8 новых свиданий» в роли Саши, дочери главного героя; в 2016 году участвовала в шоу «Рассмеши комика. Дети» и выиграла 50 000 гривен; её крёстный отец — Сергей Кравец, муж Елены Кравец.
Тесть — Владимир Тимофеевич Кияшко (род. 15 августа 1951) работает помощником депутата Олега Бондаренко от партии «Слуга народа» на общественных началах, занимается темой очистки Украины от промышленных отходов, кандидат технических наук, доцент кафедры строительных конструкций и сооружений Киевского института железнодорожного транспорта, преподаёт дисциплину «Строительные конструкции и сооружения на транспорте».

## Награды
Государственные награды других стран
- Командор Большого креста ордена Виестура (3 марта 2022, Латвия) — в честь личного мужества и лидерства Владимира Зеленского в защите общеевропейских ценностей, руководящего героической борьбой всего украинского народа против российской агрессии[123][124].
- Орден Витаутаса Великого с золотой цепью (8 марта 2022, Литва) — за заслуги в деле защиты вместе с украинским народом свободы и демократических ценностей в Европе, а также за личный вклад в развитие литовско-украинских межгосударственных отношений[125][126][127].
- Кавалер Большого креста ордена Белого льва (8 марта 2022, Чехия)[128].
- Государственная премия Александра Дубчека (27 марта 2022, Словакия)[129].
- Кавалер ордена Белого орла (11 апреля 2022, Польша)[130][131].
- Кавалер Большого креста ордена Почётного легиона (9 февраля 2023, Франция)[132].
- Большая цепь ордена Свободы (24 августа 2023, Португалия)[133].
- Кавалер ордена Двойного белого креста 1 класса (10 мая 2024, Словакия)[134][135].
- Кавалер Большого креста с цепью ордена Белой розы Финляндии (20 марта 2025, Финляндия)[136].

Другие награды, премии, поощрения и общественное признание
- Обладатель более 30 наград Национальной телевизионной премии Украины «Телетриумф», а также премий и лауреаций многих международных фестивалей и форумов[42].
- Почётная грамота Кабинета министров Украины (23 июня 2003) — за весомый личный вклад в реализацию государственной молодёжной политики, поддержку социального становления и развития молодёжи и по случаю Дня молодёжи[137].
- Почётная грамота Национального совета Украины по вопросам телевидения и радиовещания (26 января 2011) — за весомый вклад в развитие электронных средств массовой информации Украины, высокое профессиональное мастерство и добросовестный труд[138].
- Премия «Орёл» имени Яна Карского (25 февраля 2022, Польша) — за героическую оборону Украины и моральные ценности западной цивилизации[139].
- Медаль Свободы Рональда Рейгана (7 марта 2022, США)[140][141].
- Премия свободы имени Рональда Рейгана[англ.] (7 марта 2022, США) — за мужественную борьбу с тиранией и постоянную позицию за свободу и демократию[142].
- «Profile in Courage Award» от Фонда библиотеки бывшего президента США Джона Кеннеди (23 апреля 2022, США)[143].
- Знак «Герб Таллина[эст.]» (15 мая 2022, Городское собрание Таллина, Эстония)[144].
- Международная премия имени Карла Великого (4 июня 2022, Европейский Союз)[145].
- Премия Борис Немцова (12 июня 2022, Фонд Бориса Немцова, Россия)[146].
- Премия сэра Уинстона Черчилля за лидерство Международного общества Уинстона Черчилля (26 июля 2022, Великобритания)[147].
- Филадельфийская медаль Свободы (3 ноября 2022, США).
- Крест «За заслуги» I класса (8 ноября 2022, Министерство иностранных дел Эстонии, Эстония)[148].
- Премия «Пульсация надежды»[англ.] (22 ноября 2022, США).
- Орден «Честь Нации» (12 апреля 2023, Чеченская Республика Ичкерия)[149].
- Орден имени Джохара Дудаева (12 апреля 2023, Чеченская Республика Ичкерия)[149].
- Наградной пистолет CZ 75 от президента Чехии (5 мая 2023) — в знак уважения к героизму[150].
- Международная премия имени Карла Великого (14 мая 2023, Германия)[151][152].
- Медаль Балтийской ассамблеи (23 ноября 2023)[153].

## Публичный образ
12 июня 2022 года стал лауреатом премии имени Бориса Немцова за смелость. В 2022 году стал самым влиятельным евреем года по версии издания The Jerusalem Post. 7 декабря 2022 года журнал «Time» объявил Зеленского «человеком года» в знак признания его лидерства во время вторжения России на Украину.
Российская пропаганда применяет в отношении Зеленского уничижительное прозвище «клоун» на основании прошлой актёрской деятельности последнего.
На 2024 год большинство украинцев одобряет деятельность президента. Поддержка Зеленского сразу после начала российского вторжения в феврале 2022 года выросла до 90 %, к апрелю 2024 года она снизилась до около 60 %. Поддержка действий Зеленского в международных отношениях среди жителей земного шара составляет в середине 2024 года около 40 %.
Ausichicrinites zelenskyyi — новый вид животных, древних морских лилий, описанный 20 июля 2022 года группой польских палеонтологов, назван в честь Зеленского «за его мужество и отвагу в защите свободной Украины».
О Зеленском также написана книга и сняты два фильма.
- Дмитрий Быков. VZ. Портрет на фоне нации. — Freedom Letters, 2023. — 508 с. — ISBN 9781446724231. — ISBN 978-1-998084-54-8.

- «Зе! От Кривбасса до Донбасса». Фильм студии «Черный флаг» о Владимире Зеленском // Meduza[161]
- «Суперсила» Документальный фильм Шона Пенна о Владимире Зеленском во время войны[162][163]